# Pokrętło nastawcze

Standardowe pokrętło nastawcze aparatów cyfrowych

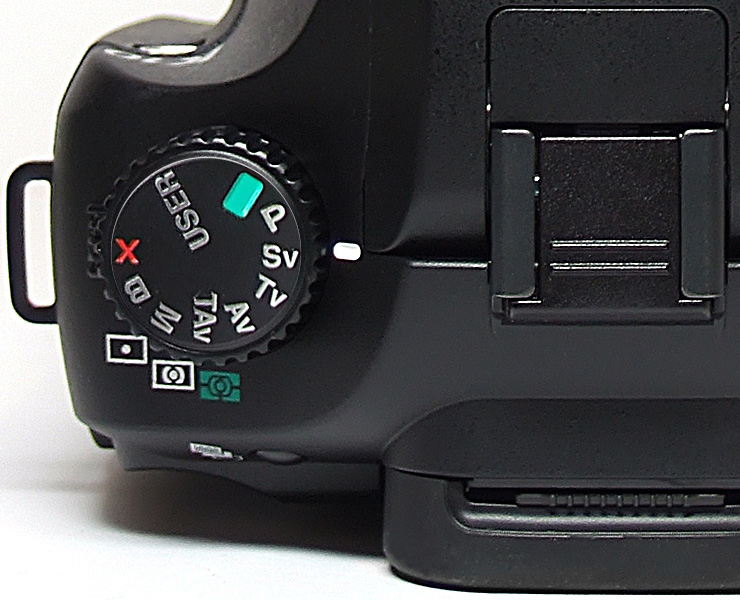
Pokrętło nastawcze aparatu Pentax K10D

Pokrętło nastawcze (ang. mode dial) – w aparacie fotograficznym pokrętło służące do zmiany trybu działania aparatu. W większości aparatów znajduje się ono w ich górnej części i oferuje dostęp do trybu manualnego, trybów półautomatycznych i automatycznych.
Liczba trybów różni się w zależności od producenta i stopnia zaawansowania aparatu fotograficznego. W najprostszych aparatach można wybierać spomiędzy kilku trybów, zazwyczaj automatycznych, często też producenci rezygnują z fizycznego pokrętła na rzecz ustawień w wyświetlanym menu na ekranie aparatu. W aparatach kompaktowych i lustrzankach półprofesjonalnych można wybrać jeden z szeregu trybów automatycznych, półautomatycznych oraz tryb manualny, w tym następujące:
- P (od Program) – tryb automatyczny, umożliwia ograniczoną ingerencję w parametry wykonywanego zdjęcia w postaci relacji szybkości migawki do przesłony.
- Av lub A (od Aperature Value, Aperature) – preselekcja przesłony, tryb półautomatyczny – umożliwia ustawienie wartości przesłony, dla której aparat oblicza czas otwarcia migawki.
- Tv lub S (od Time Value lub Shutter) – preselekcja migawki, tryb półautomatyczny – umożliwia ustawienie wartości czasu otwarcia migawki, dla której aparat oblicza wartość przesłony.
- M (od Manual) – tryb manualny, wszystkie parametry ekspozycji są ustalane przez osobę fotografującą.

Ponadto, w zależności od producenta, mogą być dostępne programy ułatwiające fotografowanie w określonych okolicznościach, np. pejzaże, portrety, obiekty w ruchu czy zdjęcia nocne.
W lustrzankach profesjonalnych (np. full frame) producenci często rezygnują ze stosowania pokręteł nastawczych, gdyż aparaty takie są z założenia kierowane do profesjonalnych fotografów lub osób posiadających odpowiednią wiedzę na temat fotografii.